# (4778) Fuss
(4778) Fuss es un asteroide perteneciente al cinturón de asteroides, descubierto el 9 de octubre de 1978 por la astrónoma ucraniana Liudmila Zhuravliova desde el Observatorio Astrofísico de Crimea (República de Crimea).

## Designación y nombre
Designado provisionalmente como 1978 TV8. Fue nombrado Fuss en honor a ruso Nikolaj Ivanovich Fuss y su hijo Pavel Nikolaevich Fuss. Nikolaj  contribuyó en gran medida al desarrollo de la educación matemática en Rusia. Pavel publicó una bibliografía de los más de 800 artículos científicos escritos por Euler.

## Características orbitales
Fuss está situado a una distancia media del Sol de 3,156 ua, pudiendo alejarse hasta 3,717 ua y acercarse hasta 2,596 ua. Su excentricidad es 0,177 y la inclinación orbital 1,581 grados. Emplea 2048 días en completar una órbita alrededor del Sol.

## Características físicas
La magnitud absoluta de Fuss es 13. Tiene 12,54 km de diámetro y su albedo se estima en 0,085.